# بني الموصل (بني مطر)

تعديل مصدري - تعديل

بني الموصل هي إحدى قرى عزلة بني قيس بمديرية بني مطر التابعة لمحافظة صنعاء، بلغ تعداد سكانها 14 نسمة حسب تعداد اليمن لعام 2004.